# Christian Tapiau
Christian Tapiau (ur. prawdopodobnie w Lidzbarku, zm. 6 maja 1498 we Fromborku) – kanonik warmiński, dziekan kapituły fromborskiej, współpracownik biskupów warmińskich Tungena i Watzenrodego.
Miał święcenia kapłańskie, od 1449 był kapelanem zamkowym w Olsztynie, a od 1455 (do końca życia) proboszczem melzackim (pieniężnieńskim). W październiku 1460 wszedł w skład kapituły warmińskiej, zajmując miejsce Konrada Tostiera. W 1466 został kustoszem kapituły. W konflikcie biskupa Tungena z królem Kazimierzem Jagiellończykiem stanął po stronie biskupa, który z kolei wspierał Tapiau w sporze z Wernerem Medderichem o prałaturę dziekana kapituły warmińskiej; prowizję papieską na tę godność otrzymał Tapiau w 1471, ale tytułu używał dopiero od 1475, a urząd objął uroczyście 18 lutego 1479. Wcześniej jakiś czas towarzyszył Tungenowi na wygnaniu w Inflantach.
Trzykrotnie powierzano mu obowiązki administratora dóbr kapituły z rezydencją w Olsztynie (1474, 1476, 1478–1481). Był posłem biskupa Tungena na obrady stanów Prus Królewskich i Krzyżackich w Elblągu w 1482 i na rokowania z zakonem krzyżackim w Bartoszycach w grudniu 1485. Kilkakrotnie reprezentował następcę Tungena Łukasza Watzenrodego w negocjacjach z przedstawicielami wielkiego mistrza zakonu krzyżackiego, kiedy biskup Watzenrode pozostawał w konflikcie z Zakonem.
W 1476 Tapiau ufundował bractwo ubogich w Olsztynie. Rok przed śmiercią reprezentował (wspólnie z kanonikiem Andreasem Kletzem) Mikołaja Kopernika, przebywającego na studiach, w objęciu kanonikatu fromborskiego. Pochowany został w katedrze fromborskiej.